# 마크 카니
마크 조지프 카니(영어: Mark Joseph Carney, 1965년 3월 16일~)는 캐나다의 제24대 총리이다. 2008년부터 2013년까지 캐나다 중앙은행의 제8대 총재를, 2013년부터 2020년까지 영란은행의 제120대 총재를 역임했다. 2025년 3월 14일부터는 총리로 재직 중이다.

## 경력
카니는 중은 총재로 재직하기 전 골드만삭스와 캐나다 재무부를 거쳤다. 그는 총재직을 마친 후 2020년부터 2025년까지 브룩필드 자산운용에서 회장 겸 임팩트 투자 책임자를 역임했다. 2023년 8월, 마이클 블룸버그는 카니를 회사 지도부의 광범위한 개편의 일환으로 블룸버그LP의 새로운 이사회 의장으로 임명하였다. 그는 기후 행동 및 금융에 대한 유엔 특별 특사이기도 했다.
캐나다 자유당 소속인 카니는 2024년 9월 경제 성장에 관한 자유당 특별 고문이 되었다. 그는 이전에 2020년에 쥐스탱 트뤼도 총리의 비공식 고문이 되어 코로나바이러스감염증 경제 대응에 대해 조언을 제공했다. 트뤼도의 사임 이후 카니가 그의 후임자로 출마할 것이라는 추측이 나왔다. 2025년 1월 16일, 카니는 앨버타주 에드먼턴에서 자유당 지도부 경선을 위한 캠페인을 개시하였으며, 3월 캐나다 총리에 취임하였다.
2025년 5월 6일, 카니 총리는 미국 백악관에서 도널드 트럼프 미 대통령과 정상회담을 가졌다. 백악관에서 기자들의 질문에 카니 총리는 "부동산 중에서 절대로 팔지 않는 곳이 있다. 지금 우리가 앉아 있는 여기(백악관)도 그런 곳 중 하나이다. 선거 기간 캐나다의 소유주(국민)들을 만나 보니 (캐나다는) 결코 팔리지 않을 것이다"라고 발언하였다.

## 역대 선거 결과
| 선거명      | 직책명                   | 대수 | 정당          | 득표율 | 득표수   | 결과 | 당락                 |
| ----------- | ------------------------ | ---- | ------------- | ------ | -------- | ---- | -------------------- |
| 2025년 선거 | 하원의원 (네피안 선거구) | 45대 | 캐나다 자유당 | 63.78% | 46,073표 | 1위  | 네피안 하원의원 당선 |